# او را برگردانید
او را برگردانید (به انگلیسی: Bring Her Back)، فیلمی در ژانر وحشت روان‌شناختی محصول سال ۲۰۲۵ به کارگردانی مشترک دنی فیلیپو و مایکل فیلیپو و نویسندگی دنی فیلیپو و بیل هینزمن است. این فیلم توسط شرکت‌های کازوی فیلمز، بلو بیر، سالمیرا پروداکشنز و با حمایت شرکت فیلم استرالیای جنوبی تولید شده است. در این اثر، بیلی بارات، سورا وانگ، جونا رن فیلیپس و سالی هاوکینز به ایفای نقش پرداخته‌اند. داستان فیلم حول محور دو خواهر و برادر ناتنی یتیم می‌چرخد که تحت سرپرستی مادرخوانده‌ای مرموز قرار می‌گیرند و درگیر آیینی اسرارآمیز می‌شوند.
«او را برگردانید» در تاریخ ۲۹ مه ۲۰۲۵ توسط گروه سینمایی سونی پیکچرز در استرالیا و یک روز بعد، در ۳۰ مه ۲۰۲۵، توسط ای۲۴ در ایالات متحده به‌صورت سینمایی اکران شد. این فیلم با استقبال مثبت منتقدان مواجه شد و نقدهای ستایش‌آمیزی دریافت کرد. اثر حاضر به هارلی والاس، دوست برادران فیلیپو که پیش از آغاز تولید درگذشت، تقدیم شده است.

## داستان
اندی، پسری ۱۷ ساله، و خواهر ناتنی کم‌بینای او، پایپر، پس از کشف مرگ ناگهانی پدرشان در حمام، به خانهٔ لورا، مشاوری عجیب و مرموز، فرستاده می‌شوند. لورا علاوه بر سرپرستی این دو، مسئولیت مراقبت از الیور، پسری لال با رفتارهای غیرعادی را نیز بر عهده دارد. کتی، دختر نابینای لورا، پیش‌تر بر اثر غرق‌شدگی تصادفی در استخر خانه جان باخته است. اندی که از رفتارهای غیرمعمول لورا، توجه بیش‌ازحد او به پایپر و اعمال عجیب الیور احساس ناراحتی می‌کند، به وندی، مددکار اجتماعی خود، و لورا اعلام می‌کند که پس از ۱۸ سالگی قصد دارد سرپرستی پایپر را بر عهده بگیرد. لورا، با زیرکی به‌تدریج سلامت روانی اندی را تضعیف کرده و او را فاقد صلاحیت برای مراقبت از پایپر می‌خواند.
در مراسم خاکسپاری پدر اندی و پایپر، لورا به‌طور مخفیانه تار مویی از جسد او برمی‌دارد و سپس به اندی می‌گوید که برخی معتقدند روح پس از مرگ در جسم باقی می‌ماند. همان شب، اندی با حسرت فاش می‌کند که پدرش با او بدرفتاری می‌کرده، اما با پایپر مهربان بوده، و این موضوع او را آزار می‌دهد. لورا نیز با اندوه از مرگ کتی سخن می‌گوید و اظهار می‌کند که حاضر است هر کاری انجام دهد تا دوباره صدای «مامان» را از او بشنود.
روز بعد، اندی در تلاش برای ارتباط با الیور، به او طالبی تعارف می‌کند، اما الیور به‌جای خوردن میوه، چاقوی استفاده‌شده برای برش طالبی را می‌جود. هنگامی که اندی سعی می‌کند او را از محدودهٔ ملک لورا دور کند تا کمک بیاورد، الیور دچار تشنج شده و فریاد می‌زند: «کمکم کنید.» لورا از راه می‌رسد، او را به اتاقش برده و با حرکات دورانی دست روی سرش، او را آرام می‌کند. سپس، تار موی پدر اندی را به او می‌دهد. آن شب، اندی هنگام دوش گرفتن با توهمی از الیور به‌عنوان شبح پدرش مواجه می‌شود که به او هشدار می‌دهد: «او در باران خواهد مُرد.» اندی، وحشت‌زده دچار ضربهٔ مغزی شده و به بیمارستان منتقل می‌شود.
در حالی که اندی در بیمارستان بستری است، لورا پایپر را به انباری قفل‌دار می‌برد، جایی که جسد کتی در فریزری نگه‌داری می‌شود، و لباس‌های کتی را به تن پایپر می‌کند. مشخص می‌شود که الیور تحت تسخیر موجودی شیطانی به نام تاری قرار دارد، موجودی که لورا از طریق آیینی آماتور و مبتنی بر نوار VHS روسی احضار کرده است. این آیین نیازمند تغذیهٔ جسد فردی که قرار است زنده شود به یک میزبان تسخیرشده است تا روح و جسم به بدن تازه‌درگذشته‌ای منتقل شود که به همان روش مرگ موردنظر کشته شده است. لورا قصد دارد پایپر را در بارانی شدید در استخر غرق کند تا مرگ کتی را بازسازی کرده و از الیور برای تکمیل آیین استفاده کند، اما هنوز منتظر لحظهٔ مناسب است، در حالی که تاری روزبه‌روز بی‌قرارتر می‌شود.
پس از بازگشت اندی، لورا با استفاده از ادکلن او و متهم کردنش به حمله به پایپر، او را در مقابل دیگران مقصر جلوه می‌دهد و اندی را به بدرفتاری مشابه پدرش متهم می‌کند، که به مشاجره‌ای شدید منجر می‌شود. اندی، ناامید، به آژانس سرپرستی مراجعه کرده و متوجه می‌شود که «الیور» در واقع کودکی گمشده به نام کانر برد است. او وندی را متقاعد می‌کند که تحقیق کند و هشدار می‌دهد که پایپر در خطر است. اندی برای پایپر پیامی صوتی می‌فرستد و دربارهٔ لورا و حقیقت بدرفتاری‌های پدرشان هشدار می‌دهد. لورا این پیام را شنود کرده و با تمیز کردن خانه، وندی را در بازدید بعدی فریب می‌دهد تا زمانی که وندی متوجه زخم خون‌ریزی‌دهندهٔ بازوی لورا می‌شود. پس از بازجویی، لورا با هیجان ادعا می‌کند که می‌تواند کتی را زنده کند. اندی و وندی سپس الیور را در حال خوردن جسد کتی می‌یابند. در تلاش برای فرار، لورا با ماشین از روی آن‌ها رد می‌شود، وندی کشته می‌شود و اندی، به شدت مجروح، توسط لورا در گودالی پر از آب باران غرق می‌شود.
لورا پایپر را به خانه بازمی‌گرداند. الیور، که بخشی از گوشت اندی را خورده و با صدای او صحبت می‌کند، سعی می‌کند پایپر را فریب دهد. پایپر، مشکوک، خود را در حمام حبس کرده و جسد اندی را پیدا می‌کند. لورا وارد شده و آیین را برای پایپر توضیح می‌دهد. پایپر در تلاش برای فرار، به‌طور تصادفی خود را بیهوش می‌کند. لورا او را به سمت استخر می‌برد و در حالی که الیور تماشا می‌کند، شروع به غرق کردن او می‌کند. در لحظه‌ای بحرانی، پایپر فریاد می‌زند «مامان»، که باعث توقف لورا می‌شود. پایپر به جاده فرار کرده و توسط زوجی رهگذر نجات می‌یابد. الیور از مرز دایره‌ای ملک عبور می‌کند و با خروج تاری از بدنش، بیهوش می‌شود. پلیس برای شناسایی او وارد صحنه می‌شود. لورا، غرق در احساس گناه، جسد نیمه‌جان کتی را به استخر برده و در حالی که مأموران پلیس او را محاصره کرده‌اند، آن را در آغوش می‌گیرد.

## بازیگران
- بیلی بارات در نقش اندی، پسری ۱۷ ساله و آسیب‌دیده از گناه
- سورا وانگ در نقش پایپر، خواهر ناتنی کوچک‌تر و نابینای اندی
- سالی هاوکینز در نقش لورا، مادر داغدار
- جونا رن فیلیپس در نقش الیور / کانر برد، پسرخوانده لورا
- سالی-آن آپتون در نقش وندی، مددکار اجتماعی اندی و پایپر
- استیون فیلیپس در نقش پدر مرحوم فیل، اندی و پایپر
- میشا هیوود در نقش کتی، دختر ۱۲ ساله فوت شده لورا

## تولید
در آوریل ۲۰۲۴، اعلام شد که دنی و مایکل فیلیپو (معروف به راک‌راکا) در حال ساخت دنباله‌ای ترسناک و اورجینال بر فیلم «با من حرف بزن» به تهیه‌کنندگی سامانتا جنینگز و کریستینا سایتون در شرکت کازوی فیلمز هستند. سالی هاوکینز به عنوان بازیگر اصلی این فیلم انتخاب شده بود و ای۲۴ فروش و توزیع جهانی آن را بر عهده داشت. برادران فیلیپو در ابتدا قصد داشتند اقتباسی سینمایی از بازی مبارز خیابانی را در سال ۲۰۲۳ کارگردانی کنند، اما از این پروژه کناره‌گیری کردند تا روی فیلم «او را برگردانید» که از ژانر وحشت، سایکو و شر الهام گرفته شده است، تمرکز کنند. فیلمنامه توسط دنی فیلیپو و بیل هینزمن نوشته شده است، و توسط شرکت راک‌راکا با تأمین مالی شرکت فیلم استرالیای جنوبی و تهیه‌کنندگی-سالمیرا تهیه شده است.
در اواخر ماه مه، بیلی بارات، جونا رن فیلیپس، سالی-آن آپتون، استیون فیلیپس و سورا وانگ به جمع بازیگران فیلم پیوستند. وانگ در مصاحبه‌ای با مجله پیپل اظهار داشت که «هیچ تجربه‌ای در بازیگری ندارد» و پس از اینکه مادرش از طریق فیس‌بوک از فراخوان بازیگری مطلع شد، در تست بازیگری شرکت کرد.
تصویربرداری اصلی در ژوئن ۲۰۲۴ آغاز شد. خانواده فیلیپو برای فیلمبرداری در آدلاید و مناطق اطراف آن، مانند لایتسویو، به ایالت زادگاهشان، استرالیای جنوبی، بازگشتند. فیلمبرداری پس از ۴۱ روز به پایان رسید.

## انتشار
در فوریه ۲۰۲۵، شرکت گروه سینمایی سونی پیکچرز حق توزیع بین‌المللی این فیلم را به جز چین، روسیه و ژاپن به دست آورد. فیلم «او را برگردانید» در تاریخ ۲۹ مه ۲۰۲۵ توسط اِستیج سیکس فیلم در استرالیا اکران شد و روز بعد توسط ای۲۴ در ایالات متحده اکران شد. قرار است در ۱ اوت ۲۰۲۵ در بریتانیا اکران شود.

## استقبال
گیشه
تا تاریخ ۶ ژوئیه ۲۰۲۵، فیلم «او را برگردانید» در ایالات متحده و کانادا ۱۹ میلیون دلار و در سایر مناطق ۴ میلیون دلار فروش داشته است، که مجموع فروش جهانی آن به ۲۳ میلیون دلار می‌رسد.
در ایالات متحده و کانادا، فیلم «او را برگردانید» همزمان با فیلم «افسانه‌های کاراته‌کید» اکران شد و پیش‌بینی می‌شد که در آخر هفته افتتاحیه خود ۵ تا ۷ میلیون دلار از ۲۴۴۹ سینما فروش داشته باشد. این فیلم در روز نخست اکران خود ۳٫۱ میلیون دلار فروش کرد، که ۸۵۰ هزار دلار آن از پیش‌نمایش‌های پنجشنبه‌شب به دست آمد. فیلم در نهایت با فروش ۷٫۱ میلیون دلار در آخر هفته افتتاحیه، در جایگاه سوم قرار گرفت.
پاسخ انتقادی
در وبگاه جمع‌آوری نقد راتن تومیتوز، ۸۹٪ از ۱۹۰ نقد منتقدان مثبت بوده است. اجماع این وبگاه چنین می‌نویسد: «کابوسی خانوادگی که ترسناک‌ترین لحظات خود را از بازی دیوانه‌وار سالی هاوکینز می‌گیرد، «او را برگردانید» یک اثر مهیج نمونه‌ای است که کارگردانان دنی و مایکل فیلیپو را به‌عنوان استادان مدرن ژانر وحشت تثبیت می‌کند.» این فیلم در متاکریتیک، که از میانگین وزنی استفاده می‌کند، بر اساس نظر ۳۲ منتقد، امتیاز ۷۵ از ۱۰۰ را کسب کرده که نشان‌دهنده «نقدهای عموماً مطلوب» است. مخاطبان نظرسنجی‌شده توسط سینمااسکور به فیلم به‌طور میانگین نمره «بی مثبت» در مقیاس آ مثبت تا اف دادند، در حالی که مخاطبان بررسی‌شده توسط پست‌ترک به آن امتیاز مثبت کلی ۸۰٪ اعطا کردند، و ۵۷٪ اظهار داشتند که قطعاً فیلم را توصیه می‌کنند.
مونیکا کاستیلو از راجر ایبرت به فیلم ۳ ستاره از ۴ ستاره داد و نوشت که «شاید ترسناک‌تر - هرچند کمی پراکنده‌تر - از اولین فیلم بلند پرفروش این دو برادر باشد». کاستیلو به ریتم سریع و لحظات تکان‌دهنده فیلم اشاره کرد، اما از بخش‌های نوار وی‌اچ‌اس به‌عنوان «تاکتیکی غیرضروری برای ایجاد ترس» انتقاد کرد. او بازی‌های هاوکینز، برت و وانگ را به‌خاطر اجراهای عمیقاً احساسی و تنش پایدار فیلم ستود، اما در نهایت نوشت که «به سطح بالای اولین حضور برادران فیلیپو نمی‌رسد.» ژانت کاتسولیس از نیویورک تایمز «اجراهای برجسته بازیگران اصلی» را تحسین کرد و به‌ویژه از بازی برت در نقش اندی ستایش کرد. کاتسولیس همچنین از ارزش شوک بصری و بار احساسی فیلم تمجید کرد، اما آن را «از نظر منطقی آشوبناک‌تر از فیلم قبلی» خواند. دیوید فیر از رولینگ استون نوشت که این فیلم دنباله‌ای قدرتمند برای «با من حرف بزن» است و به «تسلط برتر بر ریتم و تنش لحظه‌ای» افتخار می‌کند. فیر همچنین شخصیت الیور را فراتر از «کلیشه رایج کودک ترسناک» دانست و آن را که اغلب «بیش از حد استفاده‌شده و تنبل» است، مورد تمسخر قرار داد.
نقدی از سمی پورسل از راف درفت آتلانتا، جلوه‌های ویژه و ماهیت ناراحت‌کننده فیلم را ستود، اما اظهار داشت که «به عمق احساسی مورد نظر خود دست نیافت.» پورسل بازی فیلیپس در نقش الیور را «یکی از بهترین‌های فیلم» و «به‌طرز عجیبی موفق در ارائه طنزی ظریف در روایتی تلخ» توصیف کرد. او افزود: «ایجاد تعادل بین احساسات واقعاً تأثیرگذار و نوع داستان‌سرایی غلیظی که فیلیپو به آن علاقه‌مند است، دشوار است»، زیرا ترکیب تصاویر گروتسک و مضامین احساسی را بی‌اثر یافت. بری وورست از هالیوودین توتو با نگاهی بسیار انتقادی‌تر، به فیلم یک و نیم ستاره داد. وورست صحنه‌های خشونت‌آمیز فیلم را بیش از حد شدید دانست و آن را به‌عنوان «نیاز مبرم به جلب توجه» نقد کرد. با این حال، او بازی هاوکینز را «دلیل اصلی برای تماشای فیلم» بسیار ستود.

## جوایز و نامزدی‌ها
| جایزه                     | تاریخ مراسم  | دسته                            | دریافت‌کننده(ها)                             | نتیجه     |
| ------------------------- | ------------ | ------------------------------- | ------------------------------------------- | --------- |
| جوایز تریلر طلایی         | ۲۹ مه ۲۰۲۵   | بهترین تدوین صدا                | A24 / AV Squad (برای «به هیچ‌کس اعتماد نکن») | نامزدشده  |
| جوایز میانه‌فصل آسترا      | ۳ ژوئیه ۲۰۲۵ | بهترین بازیگر زن                | سالی هاوکینز                                | نامزدشده  |
| جوایز میانه‌فصل آسترا      | ۳ ژوئیه ۲۰۲۵ | بهترین فیلم ترسناک              | «او را بازگردان»                            | برنده     |
| جوایز سوپر منتقدان انتخاب | ۷ اوت ۲۰۲۵   | بهترین فیلم ترسناک              | «او را بازگردان»                            | در انتظار |
| جوایز سوپر منتقدان انتخاب | ۷ اوت ۲۰۲۵   | بهترین بازیگر زن در فیلم ترسناک | سالی هاوکینز                                | در انتظار |